# Большой Сивеж
Большой Сивеж — река в Вологодской области России, протекает по территории Нюксенского района. Устье реки находится в 8 км от устья Пурсанги по левому берегу. Длина реки составляет 14 км.
Исток находится на Галичской возвышенности, в 16 км к югу от села Городищна. Течёт на север по лесному массиву, впадает в Пурсангу у деревни Брызгалово (Городищенское сельское поселение).

## Данные водного реестра
По данным государственного водного реестра России относится к Двинско-Печорскому бассейновому округу, водохозяйственный участок реки — Северная Двина от начала реки до впадения реки Вычегда, без рек Юг и Сухона (от истока до Кубенского гидроузла), речной подбассейн реки — Сухона. Речной бассейн реки — Северная Двина.
Код объекта в государственном водном реестре — 03020100312103000009272.